# Tô Hoàng
Nhà văn Tô Hoàng (sinh ngày 08 tháng 3 năm 1941) là nhà văn, nhà lý luận phê bình, đạo diễn phim tài liệu người Việt Nam.

## Tiểu sử
Nhà văn Tô Hoàng sinh ngày 8 tháng 3 năm 1941 tại làng Xuân Cầu, xã Nghĩa Trụ, huyện Yên Mỹ, tỉnh Hưng Yên.

## Sự nghiệp
Ông tốt nghiệp Khoa Ngữ văn Đại học Sư phạm Hà Nội (1961-1964). 
Năm 1964, ông nhập ngũ và trở thành sỹ quan Pháo binh, chiến đấu tại chiến trường Bắc Quảng Trị, sau chuyển vào chiến trường Tây Nguyên đến năm 1975. Sau đó, ông theo học Khoa Đạo diễn phim tài liệu điện ảnh và truyền hình tại Trường đại học Quốc gia điện ảnh Liên Xô (1980-1986). Về nước công tác tại Xưởng phim Quân đội nhân dân. Năm 1988, ông chuyển ngành sang làm báo viết, làm phim tại TP.HCM. Ông từng làm Hội viên Hội điện ảnh VN, trưởng ban Văn hoá văn nghệ báo Lao Động và Phụ Nữ TP.HCM..
Tô Hoàng hiện là Ủy viên Hội đồng Lý luận phê bình - Dịch thuật Hội Nhà văn TP.HCM khoá VII (2015-2020) và Ủy viên Hội đồng Lý luận phê bình Hội Nhà văn Việt Nam khoá IX (2015-2020).

## Tác phẩm điện ảnh
- Đất trăn trở, đất sinh sôi - Xưởng phim Quân Đội Nhân Dân
- Chị Năm Hồng - Đài Truyền hình Thành phố Hồ Chí Minh
- Nhìn ra dòng sông - Đài Truyền hình Thành phố Hồ Chí Minh
- Còn lại với thời gian - Đài Truyền hình Thành phố Hồ Chí Minh
- Chuyện còn chưa kể về Rừng Sác - Đài Truyền hình Việt Nam
- Giàu lên từ nghêu - Đài Truyền hình Việt Nam
- Hồ Chí Minh- cội nguồn cảm hứng sáng tạo - Hãng phim Nguyễn Đình Chiểu

## Tác phẩm văn học

### Sáng tác[4]
- Kỷ niệm trận địa (tập truyện ngắn, in chung với Nguyễn Trí Huân), Nhà xuất bản Quân đội Nhân Dân 1970
- Bên hàng rào Tà Cơn (tập truyện và ký của nhiều tác giả), Nhà xuất bản Văn Học
- Ngửa mặt kêu trời (tiểu thuyết), Nhà xuất bản Văn Học 1992, tái bản 2012
- Một thế giới nhìn qua ống kính (tiểu luận phê bình điện ảnh và truyền hình), Nhà xuất bản Văn Nghệ TP Hồ Chí Minh
- Quanh năm là tháng bảy (tập tản văn), Nhà xuất bản Văn Nghệ TP Hồ Chí Minh
- Nỗi buồn lâu quên (ký và tạp văn), Nhà xuất bản Hội Nhà văn 2014
- Số một và số nhiều (tập truyện ngắn), Nhà xuất bản Hội Nhà văn 2016

### Biên dịch[4]
- Người thứ 10 (tiểu thuyết của Grêm Gin, Nhà xuất bản Nghĩa Bình 1988)
- Ông Hoàng Hollywood (F.Scott Fitzgerald, Nhà xuất bản Văn Học 1988)
- Bóng tối thiên đường (Erich Maria Remarque, Nhà xuất bản Văn Học 1990)

### Bài viết trên Hội nhà văn thành phố Hồ Chí Minh
- Số phận G. Melekhov ra sao sau khi Sông Đông êm đềm kết thúc?
- Bước thăng trầm của Nguyên soái Giukov
- Evtushenco cần sống thêm 20 năm nữa
- Để trí tưởng tượng bay cao
- Tuệ Minh ra đi, những mã khoá còn chưa kịp mở
- Tarkovsky - Cái đẹp là biểu trưng của sự thật
- Việt Nam thời bao cấp: Bộ phim giàu sức thuyết phục
- Về bộ phim tài liệu Mỹ The Vietnam war
- R. Loretti: Người thưởng thức chỉ có một
- Erich Honecker trước và sau khi bức tường Berlin sụp đổ - Kỳ 2
- Erich Honecker trước và sau khi bức tường Berlin sụp đổ - Kỳ 1
- Vấn nạn người di tản đe doạ tương lai châu Âu - Kỳ 2
- Vấn nạn người di tản đe doạ tương lai châu Âu - Kỳ 1
- Hoa mãi trong bàn tay...
- Erich Remarque ám ảnh chiến trận
- Chuyện Joseph Brodsky bị lưu đày
- Nhiều cách nhìn - một điểm đứng
- Điện ảnh và du lịch
- Konstantin Paustovsky, nhà văn "không Xô viết" nhất
- Trò chơi "ngông" hay màn kịch có trù liệu?
- Hai phim "lạ" điện ảnh Sài Gòn tháng 5.2017
- Ilya Erenburg kể về Ernest Hemingway - Kỳ II
- Ilya Erenburg kể về Ernest Hemingway - Kỳ I
- Nhớ bóng hình xưa: Bế Kiến Quốc
- Lâm Quang Ngọc viết văn làm phim
- Điều bí ẩn cuối cùng của Saint Exupery
- Nhớ một lớp dạy viết văn - bút ký
- Chuyện kể quanh cuốn Túp lều bác Tôm - dịch thuật
- Nam Tư: Độc lập dân tộc và thân phận nước nhỏ - kỳ 2
- Nam Tư: Độc lập dân tộc và thân phận nước nhỏ - Kỳ 1
- Charlotte Bronte đấu tranh cho tiểu thuyết Jane Eyre được thừa nhận
- Tô Đức Chiêu: Tôi biết, tôi nhớ... - chân dung
- Andrzej Wajda chứng nhân thế kỷ
- Vợ văn hào Anton Chekhov sống đến tận 1959
- Aisedora Ducan người tình bất hạnh của Esenhin
- Yasnaia Poliana thiếu vắng Tolstoi
- Câu chuyện Đà Nẵng: Tiểu thuyết hay truyện ký?
- Sổ ghi chép và ký ức của Paustovsky
- Cuộc đời kỳ lạ của Mikhail Bulgakov
- 9 tuyệt phẩm văn chương đã bị gạt bỏ khi lần đầu gõ cửa nhà xuất bản
- LH Phim Cánh diều 2015: Những giải vàng chuẩn xác
- Các nhà văn Nga nói gì khi nhận giải Nobel?
- Đừng bao giờ quên, tên anh là Yuri Gagarin
- Ngày nữa để yêu thương
- Một năm vắng bóng Valentin Rasputin
- Tình yêu của Kafka
- Khi ông "Sân ga..." kể về mình
- Thêm vài điều nhấn nhá sau Liên hoan Phim VN 19
- Simonov hai diện mạo trong một cuộc đời
- Đức hy sinh của bà vợ văn hào Dostoievsky
- Vì sao Margaret căm ghét Scarlett?
- Lửa Thiện Nhân - một bộ phim của nhiều tấm lòng
- Con người nhân văn sẽ cứu rỗi thế giới
- Tình yêu và hôn nhân của Lev Tolstoi
- Nỗi buồn Levitan - truyện ngắn
- Thêm cơ hội tiếp xúc với văn xuôi Nguyễn Trí
- Nguyễn Khắc Phục của những năm 1990
- Olga Berggoltz - thơ ca ra đời từ nỗi đau
- Lính và quan một thời
- Đại hội Nhà văn Xô viết lần thứ nhất - kỳ 2
- Đại hội Nhà văn Xô viết lần thứ nhất - kỳ 1
- Còn có một Boris Pasternak khác - kỳ 2
- Còn có một Boris Pasternak khác - kỳ 1
- Cuộc tình nữ sĩ Anna Akhmatova với hoạ sĩ thiên tài Italia
- Lần gặp cuối cùng - truyện dịch của Pautovsky
- Cướp trắng tác quyền phim tư liệu chiến tranh
- Tin không?
- Điều gì xảy ra với phim ảnh Nga do nhà nước đặt hàng?
- Lật dở hồ sơ vụ Bác sĩ Zhivago
- Cuộc trò chuyện với nghệ sĩ hoá trang Trịnh Xuân Chính
- Một gương mặt, một khúc ngoặt điện ảnh
- Ngưng Asiad 2018: Mới chỉ là khúc dạo đầu
- Người con gái ở Mỹ của Maiakovsky
- Mikhail Sholokhov: Thêm những giai thoại mới
- Những giai thoại về các nhà văn Nga - Xô Viết
- Xứng với một tầm vóc huyền thoại
- Solzhenitsyn dưới những tảng đá đè
- Chuyện kể về người cha đẻ khẩu tiểu liên AK47
- Khen hay chê phim cũng cần đến chữ Tâm
- Vai trò Nhà nước trong chấn hưng điện ảnh dân tộc
- Phải dám trả lời những câu hỏi căn cốt
- Để có giờ vàng cho phim phóng sự tài liệu truyền hình
- Vịn theo câu hát mà đi...
- Chú Bảy Ước đã được phong tặng Anh hùng lực lượng vũ trang
- Bà già đi bụi - thêm một truyện ngắn hay của Nguyễn Ngọc Tư
- Thơ bạn Thơ: Một nghĩa cử trong đời sống văn học hôm nay
- Có một vở kịch tên là "Làm chấm chấm"
- Quỳnh Hoa, cô gái đoạt Cánh Diều Vàng 2012
- Đọc Khúc tráng ca dã tràng của Thu Trân
- Phim "Sài Gòn Yo": một cách nhìn hồn hậu, ấm áp về giới trẻ Sài Gòn hôm nay
- Liệu anh Vươn, anh Quý có được gặp thủ tướng?
- Ngày xuân nói về... những người đẹp đóng phim
- Lạc vào "Ma trận tình" với Thầy Bảy
- Chuyện lạ tại Liên hoan Phim Việt Nam thứ 17
- Mối quan hệ giữa điện ảnh nhà nước và tư nhân
- Liệu cần ghi chú với nhiều câu thơ của Duật không?
- Chuyện xưa còn... mới coóng
- Một cơn đau đẻ kéo dài... 25 năm
- Lê Văn Thảo 'lên đồng' với Cơn giông
- Thơ cho riêng mình - chùm thơ
- Tổ quốc tôi đã từng có những binh nhất binh nhì như thế...
- Gặp lại người hùng rừng Sác
- Niềm vui sớm nay của người đàn bà bán cây cảnh
- "Chuyện kể những chiếc giày" nói gì với chúng ta hôm nay?
- Gậy ông... quả là nên đập lưng ông
- Khi ông Bảy Ước làm văn nghệ
- Ốc gió - một truyện ngắn hay về người lính đảo
- Phạm Tiến Duật trong ký ức Tô Hoàng
- Xin đừng mê gái kiểu "Ông Tuyệt Vời"!
- Sex với lính tráng cánh Bắc Kon Tum
- Đừng bao giờ quên tên anh: Yury Gagarin
- Hàng hoá lèo tèo, họp chợ làm gì?
- Đỗ Chu- Một tài năng chín sớm
- "Giờ vàng" sinh ra... vàng 9999?
- Nón lá Ba Đồn và những đêm sông Gianh
- 4 chuyện lạ trong một gia đình người lính
- Thạch Quỳ "tự đi đày" Siberia
- Thuỳ Dương và lòng biết ơn của cựu binh
- Vĩnh biệt thi sĩ lớn Bella Akhmadulina
- Vì ai, Lev Tolstoy bỏ nhà ra đi?
- Trần Kim Trắc tìm ngọc trong đá
- Trần Văn Tuấn không viết vì sự ám ảnh
- Đối xử sao cho phải với phim tư liệu chiến tranh?

## Vinh danh

### Giải thưởng
- Liên hoan phim Việt Nam lần thứ 17 - Bông sen Vàng phim tài liệu Hồ Chí Minh - cội nguồn cảm hứng sáng tạo

### Viết về Tô Hoàng
- Một lần ngửa mặt kêu trời
- Buồn, nuối tiếc cho điện ảnh Việt Nam
- Viết về phim, nghĩ về phim
- Tô Hoàng & Nỗi buồn lâu quên
- Có một Tô Hoàng tiểu thuyết